# 梁高美懿
梁高美懿，SBS，JP（1952年—，本名高美懿，梁是冠夫姓），生於香港，行政會議成員，曾任創興銀行有限公司副主席兼董事總經理、恆生銀行副董事長兼行政總裁及匯豐銀行總經理兼工商業務環球聯席主管。

## 生平
梁高美懿在香港出生及長大，祖籍廣東省清遠市，梁太在1978年於香港大學經濟學學士畢業，中學就讀傳統名校嘉諾撒聖心書院（1965年起入讀），1981年加入匯豐銀行國際公司帳戶部。2005年，她獲委任為匯豐銀行總經理兼工商業務環球聯席主管，成為匯豐銀行首位女性華人總經理。2009年，她獲委任為恆生銀行副董事長兼行政總裁，接替柯清輝。並於同年接替柯清輝擔任香港公益金籌募委員會主席。
於2012年5月股東周年常會後，退任恒生副董事長兼行政總裁及董事職位，並於6月離開已服務34年的滙豐集團。
2012年8月17日，行政長官梁振英委任梁高美懿為薪津獨立委員會成員，任期至2014年3月31日為止。
现任建設銀行董事會風險管理委員會主席兼戰略發展委員會委員和獨立非執行董事。
2014年2月14日，梁高美懿正式獲委任創興銀行有限公司副主席兼董事總經理。
2014年9月11日，梁高美懿於香港賽馬會會員大會當選為董事。2022年6月，因年滿70歲而卸任，由陳智思接替。
2022年7月起，擔任行政會議非官守議員。

## 家庭狀況
梁高美懿的丈夫梁承達是一位牙科醫生，兩人婚後育有兩名女兒，分別是梁偉妍與梁偉端。

## 馬主生涯
梁高美懿與丈夫梁承達熱愛賽馬運動，於2000年成為香港賽馬會會員，並於2006年出任馬會遴選會員，曾先後擁有馬匹包括「鑽石組合」、「神童」、「過關福將」、「過關博士」、「過關勇將」、「跑出彩虹」、「勝得威」、「勁威神童」、「勝得精彩」、「勝得威風」、「勝得出色」等。

## 外部連結
- 過檔恒生 賺回天倫 梁高美懿 昔日匯豐常外訪[永久]